# JYP Jyväskylä
JYP Jyväskylä (kurz JYP) ist ein finnischer Eishockeyverein aus Jyväskylä, der in der Liiga spielt. Die Heimarena der Mannschaft ist die LähiTapiola Areena.

## Geschichte
Gegründet wurde der Verein 1923 als allgemeiner Sportverein unter dem Namen Jyväskylän Palloilijat (JyP). 1977 spaltete sich die Eishockeyabteilung vom Verein ab und nannte sich fortan JyP HT. 1999 wurde der Spielbetrieb der ersten Mannschaft in eine Aktiengesellschaft, die JYP Jyväskylä Oy, ausgelagert. Die Mannschaft konnte 2009 erstmals die finnische Meisterschaft gewinnen. Ihr größter Erfolg waren bis dahin zwei Vizemeistertitel der SM-liiga in den Jahren 1989 und 1992.

## Spieler

### Gesperrte Trikotnummern

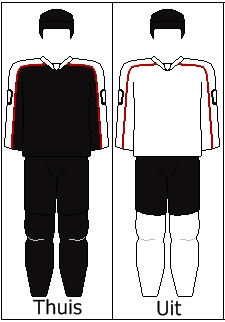
Trikotdesign von JYP

- #10 Pertti Rastela
- #19 Pentti Mikkilä
- #30 Risto Kurkinen

### Bekannte ehemalige Spieler
| - Dwight Helminen - Jarkko Immonen - Grant Martin - Tuomas Pihlman - Jody Shelley | - Michael Nylander - Duvie Westcott - Éric Perrin - Jaroslav Bednář - Petr Ton | - Jyri Marttinen - Olli Määttä - Sinuhe Wallinheimo - Steve Kariya - Mika Noronen |

### Spieler im NHL Entry Draft
| - 1987 Risto Kurkinen; Pittsburgh Penguins - 1996 Timo Ahmaoja; Mighty Ducks of Anaheim - 1996 Timo Vertala; Canadiens de Montréal - 1997 Marko Kauppinen; Philadelphia Flyers - 1998 Petja Pietiläinen; Detroit Red Wings | - 1999 Ari Ahonen; New Jersey Devils - 1999 Mikko Hyytiä; Canadiens de Montréal - 1999 Markus Kankaanperä; Vancouver Canucks - 2000 Lauri Kinos; St. Louis Blues - 2000 Tuomas Pihlman; New Jersey Devils | - 2002 Jyri Marttinen; Calgary Flames - 2002 Mikko Luoma; Edmonton Oilers - 2002 Tuomas Mikkonen; Dallas Stars - 2004 Valtteri Tenkanen; Los Angeles Kings - 2009 Sami Vatanen; Anaheim Ducks - 2015 Sami Niku; Winnipeg Jets |